# Partibeteckning
Partibeteckning är den beteckning ett parti använder då det uppträder vid val, till exempel på valsedlar.

## I Sverige
Partibeteckning kan registreras hos Valmyndigheten och därmed skyddas mot att användas av andra vid samma val. Svenska regler om detta finns i vallagen (SFS 2005:837) (lagen.nu). Idag finns i Sverige inget krav på registrerad partibeteckning för kunna ställa upp i val. Om partier däremot önskar s.k. låsta valsedlar, är kravet att partiet först har fått sin partibeteckning registrerad. För att kunna delta i ett allmänt val i Sverige (val till riksdagen, val till landstingsfullmäktige, val till kommunfullmäktige samt val till Europaparlamentet) krävs att deltagande partier formellt anmäler sig för deltagande i val. Men om partiet redan har mandat i fullmäktige/beslutande församling, eller har registrerad partibeteckning inklusive har samtliga kandidater anmälda, anses partiet vara anmält till valet för gällande valområde.
De flesta partier använder sitt officiella partinamn som partibeteckning, men undantag finns. Sveriges socialdemokratiska arbetareparti använder sig av tradition alltid av partibeteckningen Arbetarepartiet – Socialdemokraterna. 
Ibland används en särskild partibeteckning för en lista som utgör ett valtekniskt samarbete mellan olika partier eller grupper.
En församlingsledamot som saknar partibeteckning kallas partilös. En personer som valts in till en församling för ett parti, men som under mandatperioden lämnar församling och ändå behåller sin plats kallas politisk vilde.